# The Amazing Spider-Man (Fernsehserie)
The Amazing Spider-Man ist eine US-amerikanische Fernsehserie und die erste Realverfilmung des gleichnamigen Marvel Comics The Amazing Spider-Man, die zwischen 1977 und 1979 erstmals vom Sender CBS ausgestrahlt wurde. Es gibt drei Auskopplungen aus der Serie, die als Filme auch in Europa synchronisiert und gesendet wurden.

## Hintergrund zur Serie
Die Serie wurde, zusammen mit anderen Verfilmungen von Marvel Comics wie Hulk, Captain America und Doctor Strange, nur innerhalb der USA ausgestrahlt. Trotz guter Einschaltquoten wurde sie jedoch abgesetzt, da CBS nicht den Eindruck eines „Superhero Network“ erwecken wollte. In der Handlung folgte die Serie der klassischen Geschichte um Peter Parker, der von einer radioaktiv verseuchten Spinne gebissen wird und fortan über besondere Kräfte verfügt. Als er mithilfe seiner neuen Fähigkeiten ein Verbrechen vereiteln kann, erhält er eine Anstellung bei der Zeitung The Daily Bugle.

### Pilotfilm
- 1977: Spider-Man (The Amazing Spider-Man) – Der Wissenschaftsstudent Peter Parker arbeitet nebenbei als Fotograf für die Zeitung The Daily Bugle. Als er von einer Spinne gebissen wird, stellt er fest, dass er plötzlich spinnenähnliche Fähigkeiten besitzt. Diese setzt er ein, um einem Sektenführer, der seine Mitmenschen durch geistige Kontrolle zum Bankraub veranlasst, das Handwerk zu legen.[2]

### Erste Staffel
- 1978: Deadly Dust (Teil 1) – Als Parkers Universität die Benutzung von Plutonium auf dem Campus erlaubt, schließen sich einige seiner Kommilitonen zusammen, um ein politisches Statement gegen die Nutzung von Atomkraft und radioaktivem Material aufzusetzen. Als sie kein Gehör finden, bauen sie eine Bombe aus dem Plutonium. Ehemalige Terroristen finden heraus, dass sich in der Universität eine nukleare Bombe befindet und bringen diese in ihren Besitz. Spider-Man verfolgt daraufhin die Diebe und versucht, ihnen die Waffe wieder abzunehmen.

- 1978: Deadly Dust (Teil 2) – Spider-Man verfolgt die Spur der Terroristen, die 1 Milliarde $ fordern oder aber die gestohlene Atombombe einzusetzen drohen. Spider-Man gelingt es schließlich, diese zu deaktivieren.

- 1978: The Curse of Rava – Die Anhänger eines religiösen Kults aus Kalistan protestieren gegen die Ausstellung ihrer antiken Gottheit Rava in einem Museum. Sie warnen vor einem Fluch, der alle trifft, die die Statue ihres Gottes ansehen. Spider-Man muss sich mit dem Sektenführer Mandak auseinandersetzen, der telekinetische Kräfte besitzt.

- 1978: Night of The Clones – Dr. Moon, immerwährender Verlierer bei der Vergabe eines großen Wissenschaftspreises, hat einen Klon von sich erschaffen, mit dessen Hilfe er endlich zu gewinnen hofft. Der Klon eliminiert jene Mitglieder des Ausschusses, die sich seit über einem Jahrzehnt weigern, Dr. Moon die Auszeichnung zu verleihen. Peter versucht, die mysteriösen Angriffe auf die Mitglieder des Ausschusses aufzuklären.

- 1978: Escort To Danger – Auf dem „Miss Galaxy“-Umzug befindet sich die Tochter des neu gewählten Führers eines lateinamerikanischen Landes. Sie wird von der Schwester des besiegten Diktators entführt, der den neuen Führer stürzen und seine eigene Diktatur wiederherstellen möchte. Spider-Man muss dies verhindern.[2]

### Zweite Staffel
- 1978: The Captive Tower – Aus dem Safe eines Unternehmens in einem neu errichteten, computergesteuerten New Yorker Wolkenkratzer werden 10.000.000 $ gestohlen. Die Diebe ändern das Programm des Computers, um das Gebäude abzusperren. Dabei werden J. Jonah Jameson, Peter Parker und die Fotografin Julie Masters in dem Gebäude eingeschlossen. Parker muss einen Weg finden, wie er sowohl den Dieben als auch seinen Freunden entgehen kann, um sich in Spider-Man zu verwandeln. Schließlich gelingt es den Eingeschlossenen, zu entkommen und die Diebe zu fangen.

- 1978: A Matter of State – Während der Arbeit an einer Fotostory auf dem Flughafen, ereignet sich dort ein Diebstahl. Julie Masters fotografiert unabsichtlich den Mann, der für den Diebstahl von brisanten Plänen des NATO-Verteidigungsministeriums verantwortlich ist. Das bringt sie in Lebensgefahr. Um sie zu schützen, muss Parker herausfinden, was die Diebe bei einem Einbruch in ihrem Appartement gesucht haben. Schließlich findet er die Fotos und als Spider-Man lockt er die Diebe in eine Falle, um ihnen die Papiere wieder abzunehmen.

- 1978: The Con Caper – Ein Sträfling legt im Gefängnis einen Brand, um durch den so entstehenden Aufruhr von seinem Ausbruch mit zwei Partnern abzulenken. Als das Trio wieder auf freiem Fuß ist, plant es, 100.000.000 $ zu stehlen. Parker, der für den Daily Bugle Fotos von dem Gefängnisaufstand gemacht hat, muss diesen Plan vereiteln.

- 1978: The Kirkwood Haunting – Eine wohlhabende Witwe wird vom Geist ihres verstorbenen Mannes heimgesucht. Dieser weist sie an, seinen ehemaligen Besitz einer privaten Organisation zu übertragen, die paranormale Phänome untersucht. J. Jonah Jameson, ein Freund der Familie, bittet Parker diesen Vorfall zu untersuchen und zu beweisen, dass der angebliche Spezialist, der die Zwiegespräche mit dem Geist leitet, ein Schwindler ist, der versucht an das Vermögen des verstorbenen Mannes zu kommen.

- 1979: Photo Finish – Parker vermutet, dass er dazu benutzt wird, eine unschuldige Person zu überführen, die eine wertvolle Münzsammlung gestohlen haben soll. Er lässt daher ein belastendes Foto verschwinden, das er allerdings nicht gemacht hat. Daraufhin soll er verhaftet werden, wenn er das „Beweisfoto“ nicht der Polizei übergibt.

- 1979: Wolfpack – Rita und zwei weiteren Studenten gelingt es bei ihrer Arbeit im College-Labor eine neue chemische Verbindung herzustellen. Ein Vertreter der Firma Sorgenson Chemical entdeckt, dass mit dieser Verbindung die Gedanken von Menschen kontrolliert werden können und setzt sie bei den drei Studenten ein, die sie hergestellt haben. Parker versucht, auch als Spider-Man, Rita und ihre Kommilitonen zu beschützen.

- 1979: The Chinese Web (Teil 1) – Min Lo Chan, ein Freund von J. Jonah Jameson, ist nach China ausgewandert, um dort mit seiner Tochter zu leben und seiner Aufgabe als Minister für industrielle Entwicklung nachzukommen. Die chinesische Regierung hält ihn jedoch für einen Spion aus dem Zweiten Weltkrieg. Um seinen Ruf wiederherzustellen, begibt er sich auf die Suche nach drei US-Marines in Amerika. Dabei steht ihm ein wohlhabender amerikanischer Industrieller im Weg, dessen Pläne für einen profitablen Stahl-Vertrag vom Versagen Chans abhängen.

- 1979: The Chinese Web (Teil 2) – Spider-Man versucht, dem chinesischen Beamten, der wegen Mordes angeklagt wurde, damit dieser das Geschäft des skrupellosen Tycoons nicht gefährden kann, zu helfen. Dazu muss er einerseits beweisen, dass Jamesons Freund unschuldig ist und gleichzeitig gegen den Handlanger eines chinesischen Geschäftsmannes kämpfen, der jemand anders in der Position des Ministers für industrielle Entwicklung sehen will.[2]

## Auskopplungen als Spielfilme
- „Spider-Man – Der Spinnenmensch“ (Original: Spider-Man) ist die erste Auskopplung aus der Serie, die in Europa als Film vermarktet wurde. Inhaltlich entspricht er der Pilotfolge der US-amerikanischen Serie.

- „Spider-Man schlägt zurück“ (Original: Spider-Man Strikes Back) ist die zweite Auskopplung aus der Serie, bestehend aus der 2. und 3. Episode.

- „Spider-Man gegen den gelben Drachen“ (Original: Spider-Man – The Dragon’s Challenge) ist die dritte Auskopplung aus der Serie und umfasst inhaltlich die 13. und 14. Episode.

## Synchronisation
| Rolle                     | Schauspieler                  | Synchronsprecher  |
| ------------------------- | ----------------------------- | ----------------- |
| Peter Parker / Spider-Man | Nicholas Hammond              | Ivar Combrinck    |
| Edward Byron              | Thayer David                  | Otto Stern        |
| J. Jonah Jameson          | David White / Robert F. Simon | Leo Bardischewski |
| Captain Barbera           | Michael Pataki                | Benno Hoffmann    |